# Pietro Nenni

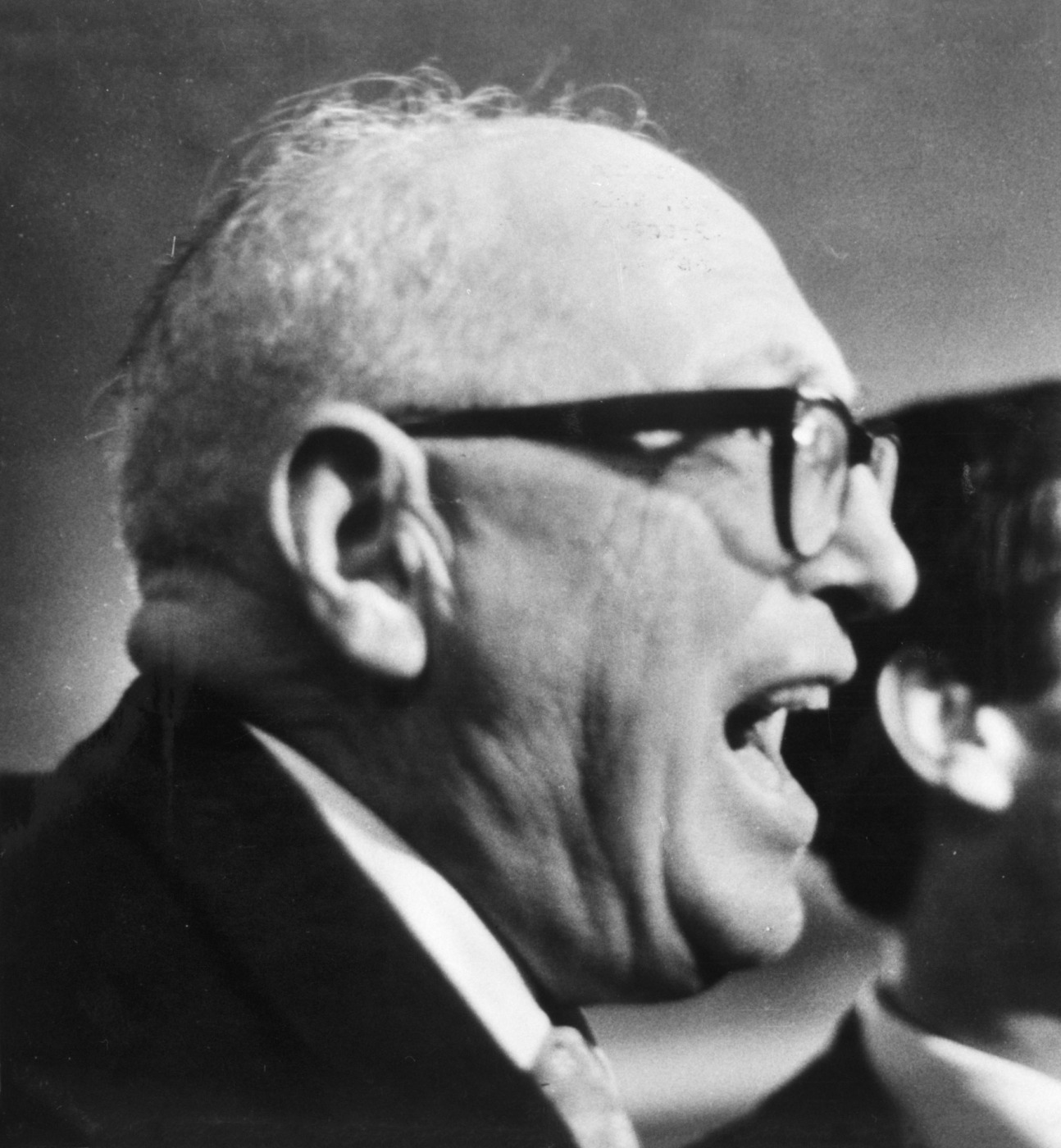
Pietro Nenni (1964)

Pietro Nenni (* 9. Februar 1891 in Faenza, Provinz Ravenna; † 1. Januar 1980 in Rom) war ein italienischer Politiker. Er war von 1949 bis 1963 Vorsitzender der Partito Socialista Italiano (PSI), 1963 bis 1968 stellvertretender Ministerpräsident sowie 1946–47 und 1968–69 Außenminister Italiens.

## Leben

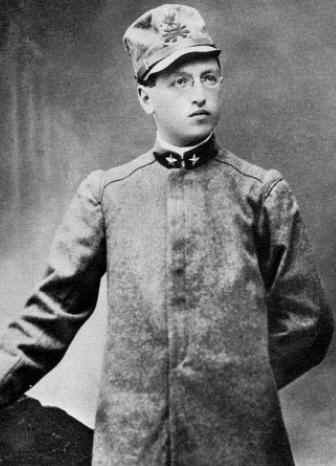
Nenni als Soldat im Ersten Weltkrieg (1915)

Nenni wuchs in einfachen Verhältnissen in der Romagna auf, mit fünf Jahren verlor er seinen Vater. Er veröffentlichte 1908 seine ersten Artikel als Journalist und trat im selben Jahr in die linksliberale Partito Repubblicano Italiano (PRI) ein. Im Italienisch-Türkischen Krieg um Libyen 1911/12 vertrat Nenni eine pazifistische Linie. Während des gegen den Krieg gerichteten Generalstreiks der Gewerkschaft CGL wurde er in Forlì ebenso wie der damalige Sozialist Benito Mussolini verhaftet. Beide Männer wurden in dieselbe Zelle gesperrt und waren in der Folgezeit miteinander befreundet. Nach der Haftentlassung wurde er Anfang 1912 zum nationalen Sekretär des Republikanischen Jugendverbands gewählt.
Er rief im Juni 1914 zum Volksaufstand in Marken und Romagna gegen die königliche Regierung auf – der sogenannten settimana rossa („roten Woche“) – der jedoch scheiterte. Im Ersten Weltkrieg sprach sich Nenni für den Kriegseintritt des zunächst neutralen Italien gegen Österreich-Ungarn aus. Als dieser im Mai 1915 erfolgte, meldete er sich sofort als Freiwilliger, verweigerte aber als überzeugter Republikaner den Eid auf den König. Nach 16 Monaten an der Front explodierte im Herbst 1916 ein Schießpulverfass in Nennis unmittelbarer Nähe, er musste wegen des schweren Traumas im Krankenhaus behandelt werden und wurde anschließend zur Genesung in die Heimat entlassen. In Bologna übernahm er 1917 die Leitung der Zeitung Giornale del Mattino. Nach der italienischen Niederlage bei Karfreit im Oktober 1917 meldete sich Nenni erneut zum Frontdienst, wurde zum Sergente befördert und mit dem Kriegskreuz für militärische Tapferkeit ausgezeichnet.
Nach Kriegsende gründete er im April 1919 die Ortsgruppe der Fasci italiani di combattimento in Bologna. 1921 brach er jedoch mit Benito Mussolini und wechselte zur Partito Socialista Italiano (PSI). 1923 wurde er Chefredakteur der PSI-Zeitung Avanti!, musste jedoch unter Mussolinis Faschismus 1926 ins Exil nach Frankreich flüchten. Er traf sich auf dem Monte Generoso im Kanton Tessin mehrmals heimlich mit Guglielmo Canevascini und Friedrich Adler. Von 1931 bis 1939 gehörte er dem Exekutivrat der Sozialistischen Internationale an, von 1933 bis 1939 war er segretario (Parteichef) der im Exil aktiven PSI. Von 1936 bis 1939 nahm er mit dem Garibaldi-Bataillon auf republikanischer Seite  am Spanischen Bürgerkrieg teil.
Im Februar 1943 wurde Nenni in Vichy-Frankreich von der Gestapo verhaftet, zwei Monate später aber an das faschistische Italien ausgeliefert. Nach dem Sturz Mussolinis wurde er befreit und im August 1943 in Rom zum nationalen Sekretär (Parteichef) der Partito Socialista Italiano di Unità Proletaria (PSIUP) gewählt. Er war Mitglied des Comitato di Liberazione Nazionale (CLN; Nationalen Befreiungskomitees) der Resistenza, die Widerstand gegen die deutsche Besatzung Italiens leistete. Nach Kriegsende war er von Juni 1945 bis Oktober 1946 stellvertretender Ministerpräsident in den Übergangskabinetten unter Ferruccio Parri und Alcide De Gasperi. Im Juni 1946 wurde er in die verfassunggebende Nationalversammlung (Assemblea Costituente) gewählt. Nach dem Ende der Monarchie und der Ausrufung der italienischen Republik war Nenni von Oktober 1946 bis Februar 1947 italienischer Außenminister. Im Vorfeld der Parlamentswahl 1948 führte Nenni die Sozialistische Partei in ein Volksfront-Bündnis (Fronte Democratico Popolare) mit der stärkeren Kommunistischen Partei Italiens (PCI) unter Palmiro Togliatti. Dies löste die Abspaltung der antikommunistischen Sozialdemokraten um Giuseppe Saragat als PSLI (später PSDI) aus.

Der Historiker Hans Woller bezeichnete Nennis Vorstellung einer linken Volksfront in Italien als zentralen politischen Fehler der frühen Nachkriegszeit: 

„Nenni war ein Revolutionsromantiker und insofern ein wahres Kreuz für die sozialistische Partei, die nach dem Krieg – bei einigem Pragmatismus – zur Führung des Landes prädestiniert gewesen wäre. […] Sie wussten zwar genau, was in der Sowjetunion der zwanziger und dreißiger Jahre vor sich gegangen war, und ihnen brauchte auch niemand zu sagen, welchen Schaden das Sektierertum und die Moskauhörigkeit der Kommunisten im Exil angerichtet hatten. Trotzdem konnten sie sich nicht aufraffen, eindeutige Konsequenzen zu ziehen.“

Von 1948 bis 1970 gehörte Nenni dem italienischen Parlament ununterbrochen als Abgeordneter an. 1950 trat er als Präsident des Weltfriedensrats in Erscheinung, der sich in Zeiten des aufbrechenden Kalten Krieges für friedliche Koexistenz und nukleare Abrüstung einsetzte, im Westen aber als pro-sowjetisch galt. Die Sowjetunion zeichnete Nenni 1951 mit dem Stalinpreis aus. Nach der Niederschlagung des Ungarischen Volksaufstands 1956 durch sowjetische Truppen gaben Nenni und die PSI das Bündnis mit der PCI sowie ihre sowjet-freundliche Ausrichtung auf. Die PSI war nach dem Ausschluss von Kommunisten und Sozialisten aus der Regierung De Gasperi im Mai 1947 fünfzehn Jahre in der Opposition gegen christdemokratisch geführte Regierungen. Ab 1962 tolerierte sie jedoch die Mitte-links-Regierung Amintore Fanfanis vom linken Flügel der Democrazia Cristiana. Die Öffnung der Christdemokraten nach links («apertura a sinistra») unter Fanfani und Aldo Moro ermöglichte die Bildung einer „organischen“ Mitte-links-Regierung (centro-sinistra «organico») unter aktiver Beteiligung der Sozialisten, für die sich der Parteitag der PSI im Oktober 1963 aussprach. Im Dezember 1963 legte Nenni den Parteivorsitz nieder und trat als stellvertretender Ministerpräsident in die Regierung unter Moro ein.
Da nun PSI und PSDI gemeinsam in der Regierung waren, schien der Trennungsgrund überwunden und die beiden sozialistischen bzw. sozialdemokratischen Parteien vereinigten sich im Oktober 1966 wieder zur Partito Socialista Unificato. Nenni wurde zum presidente, also zeremoniellen Oberhaupt, der Partei gewählt. Der linke, revolutionär gesinnte Flügel der PSI spaltete sich jedoch als PSIUP ab. Das Ergebnis der Vereinten Sozialisten bei der Parlamentswahl 1968 war deutlich schwächer als zuvor die Summe der beiden Vorgängerparteien, während Kommunisten und linkssozialistische PSIUP zugewannen. Von Dezember 1968 bis zum Rücktritt des ersten Kabinetts von Mariano Rumor im Juni 1969 fungierte Nenni ein weiteres Mal als Außenminister Italiens. Nenni war begeisterter Europapolitiker, befürwortete die Unterzeichnung des Atomwaffensperrvertrags (1968) und engagierte sich für die Aufnahme diplomatischer Beziehungen Italiens zur Volksrepublik China, die nach dem Ende seiner Amtszeit 1970 erfolgte. Zugleich mit der Regierung Rumor zerbrach 1969 die vereinigte Sozialistische Partei wieder in ihre beiden Bestandteile PSI und PSDI, Nenni trat von allen Parteiämtern zurück. Sein einstiger Rivale Giuseppe Saragat, der inzwischen Staatspräsident war, ernannte Nenni 1970 zum Senator auf Lebenszeit.
Pietro Nenni war ab 1911 mit Carmela (genannt Carmen) Emiliani (1893–1966) verheiratet. Das Paar hatte vier Töchter: die Politikerin und Journalistin Giuliana Nenni (1911–2002), Eva Nenni (1913–1997), die antifaschistische Widerstandskämpferin Vittoria Nenni (* 1915, starb 1943 im Vernichtungslager Auschwitz) und Luciana Nenni (1921–2008).